# 5654 Terni
5654 Terni este un asteroid din centura principală de asteroizi.

## Descriere
5654 Terni este un asteroid din centura principală de asteroizi. A fost descoperit pe 20 mai 1993 la Stroncone de Antonio Vagnozzi. El prezintă o orbită caracterizată de o semiaxă mare de 2,78 ua, o excentricitate de 0,20 și o înclinație de 8,8° în raport cu ecliptica.